# Montagu Love
Harry Montagu Love (Portsmouth, 15 maart 1877 – Beverly Hills, 17 mei 1943) was een Brits acteur.

## Levensloop
Hij werd geboren als Harry Montague Love in Portsmouth. Hij werd meestal ingezet als de slechterik, zoals in The Son of the Sheik tegenover Rudolph Valentino in 1926 en tegenover John Barrymore in Don Juan en als Filips II van Spanje in The Sea Hawk.
Hij speelde nog grote rollen in The Life of Emile Zola in 1937, The Adventures of Robin Hood in 1938, Shining Victory in 1941 en The Mark of Zorro (1941). Zijn laatste film Devotion (1946) is pas uitgebracht drie jaar na zijn dood.

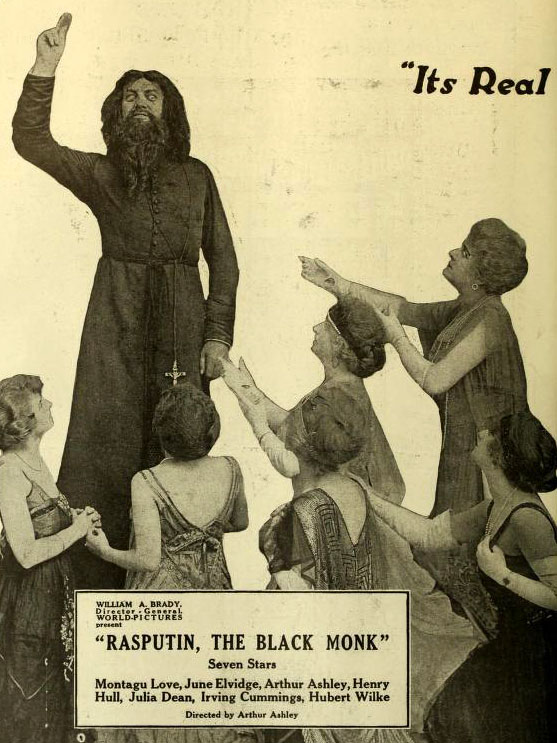
Rasputin, the Black Monk (1917)
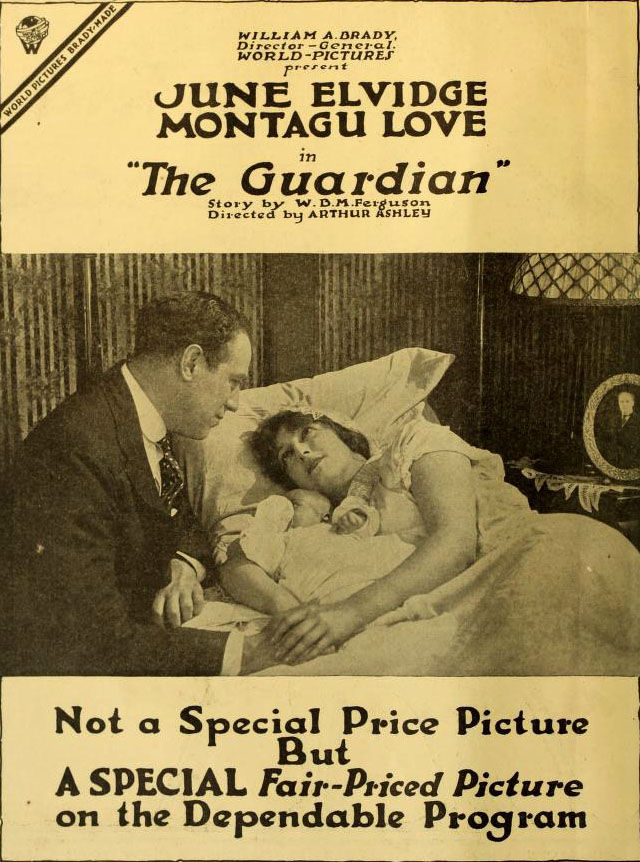
The Guardian (1917)
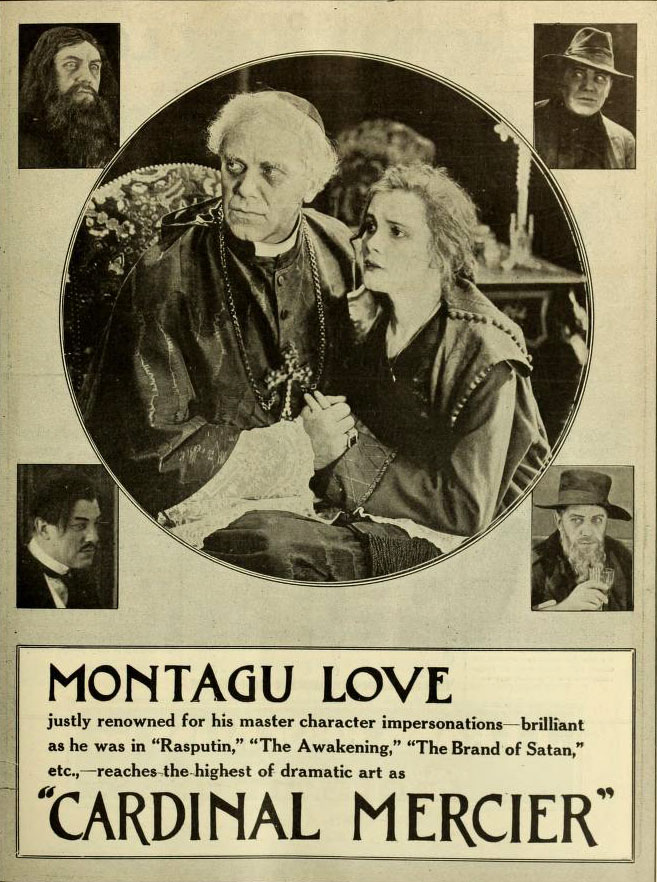
Cardinal Mercier (1917)